# Gordon Jackson
Gordon Cameron Jackson (Glasgow, Escocia, 19 de diciembre de 1923 - 15 de enero de 1990) fue un actor británico.

## Biografía
Nacido en Glasgow, Escocia, empezó su carrera en programas de radio de la BBC. Sus primeras películas fueron The Foreman Went to France y Nine Men, ambas de 1942. En 1953 actuó en el filme Death Goes to School y en 1957 en Ruta infernal con Sean Connery. Su consagración definitiva llegaría en la década de 1960, actuando en películas como Mutiny on the Bounty (1962) con Marlon Brando, The Great Escape (1963) con Steve McQueen, La sombra de un gigante (1966) con Kirk Douglas, y La noche de los generales (1967).
También trabajó en varias series de televisión. Como invitado pasó por Las aventuras de Robin Hood (1957), BBC Sunday-Night Theatre, ITV Television Playhouse (1959), Los vengadores (1965). Pero fue con uno de los papeles principales de la serie Arriba y Abajo (1975) como  ganó un premio Emmy por su interpretación del honesto y algo anticuado mayordomo escocés Angus Hudson. En la serie Los profesionales (1977 - 1983) interpretó al jefe George Cowley. En 1984 actuó en el telefilme Sherlock Holmes y la máscara de la muerte, con Peter Cushing, en 1986 y 1987 en la miniserie Shaka Zulu.